# Miconia boomii
Miconia boomii är en tvåhjärtbladig växtart som beskrevs av John Julius Wurdack. Miconia boomii ingår i släktet Miconia och familjen Melastomataceae.
Artens utbredningsområde är Bolivia. Inga underarter finns listade i Catalogue of Life.